# Briggs Automotive Company
La Briggs Automotive Company (conosciuta come BAC) è una casa automobilistica britannica, fondata nel 2009 dai fratelli Neill e Ian Briggs. La sede della società è situata a Holmes Chapel.

## Prodotti

### BAC Mono

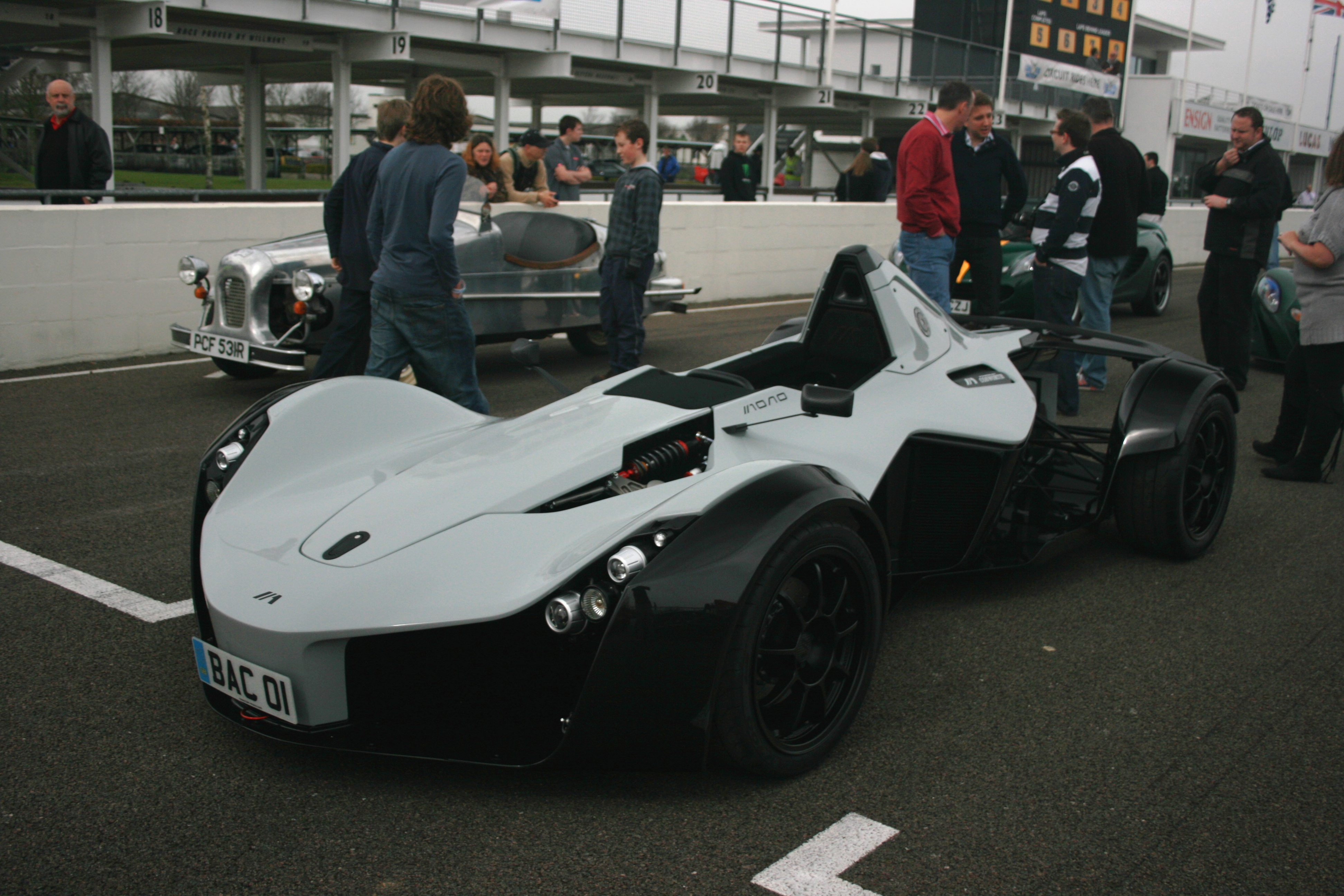
La BAC Mono

L'azienda produce la BAC Mono, una monoposto sportiva. Gli ingegneri hanno progettato questa automobile con l'intenzione di creare un veicolo incentrato sulle necessità del pilota.
Il telaio è principalmente in fibra di carbonio rinforzata e acciaio. Questo design si ispira alle auto da corsa DTM. Il cofano dispone di un vano portaoggetti e funge da protezione contro gli urti.
La Mono è alimentata da un motore a quattro cilindri da 2.3 litri, prodotto da Cosworth, in grado di erogare una potenza di 289 CV e 280 Nm. Il motore è stato montato longitudinalmente per mantenere l'equilibrio centralizzato dell'automobile. La vettura dispone di un cambio sequenziale a sei marce prodotto da Hewland. Il cambio opera con una trasmissione semi-automatica pneumatica ottimizzata per completare cambi di marcia in 35 millisecondi. La monoposto di BAC raggiunge i 100 km/h in 2,8 secondi e ha una velocità massima di 274 km/h. I freni sono delle unità ventilate da 295 mm con pinze a quattro pistoni prodotti da ap racing. I cerchi sono da 17'' prodotti in collaborazione con OZ Racing.
La distribuzione del peso nella Mono è focalizzata sul mantenimento di un basso centro di gravità. Ciò è reso possibile grazie un sistema di sospensioni push rod completamente regolabili. La Mono monta di serie gli pneumatici V70A della Kumho. Le dimensioni dell'auto sono 1800 mm di larghezza, 3952 mm di lunghezza, 1110 di altezza con un passo di 2565 mm.
Ogni Mono venduta è personalizzata secondo il corpo dell'acquirente. La dimensione del sedile, la distanza dei pedali e la posizione del volante sono modificati per soddisfare l'ergonomia del pilota.